# Kiyoshi Shiga
Kiyoshi Shiga (志賀潔?  Sendai, 7 de febrero de 1871 – Tokio, 25 de enero de 1957) fue un médico y bacteriólogo japonés que describió el género de bacterias Shigella, que lleva su nombre, así como la toxina Shiga segregada por estas.
Shiga cursó estudios de medicina en la Universidad Imperial de Tokio entre 1892 y 1896. Durante sus estudios trabajó bajo la dirección de Kitasato Shibasaburō, el descubridor del bacilo del tétanos, en el Instituto de Infectología de Tokio. Continuó en el Instituto tras su graduación, y en 1897 identificó la bacteria hoy conocida como Shigella dysenteriae, el agente causante de la disentería infecciosa. Su descubrimiento le permitió desarrollar un suero eficaz para el tratamiento de la enfermedad, que estuvo listo tres años más tarde
En el ínterin, Shiga había sido nombrado director del Instituto. Aunque interrumpió brevemente sus funciones para trabajar con Paul Ehrlich en el Real Instituto Prusiano de Terapia Experimental de Berlín entre 1901 y 1903, donde diseñaron un tratamiento contra las tripanosomiasis — un grupo de enfermedades causadas por los protistas del género Trypanosoma, que incluyen la enfermedad del sueño y el mal de Chagas —, ocuparía ese cargo hasta 1920.
Ese año abandonó el Instituto y el Japón para ocupar la cátedra de Bacteriología en la Universidad de Seúl, donde permanecería hasta 1931. Su producción escrita fue amplia en esos años, incluyendo un tratado en dos tomos sobre bacteriología clínica que se convirtió rápidamente en uno de los textos canónicos sobre el tema. Entre 1931 y 1945 estuvo de nuevo al frente del Instituto, tras la muerte de Kitasato.
Tras su retiro, en 1945, se trasladó a Sendai, donde escribió la biografía de Ehrlich y la suya propia. Murió de un fallo cardíaco en 1957.

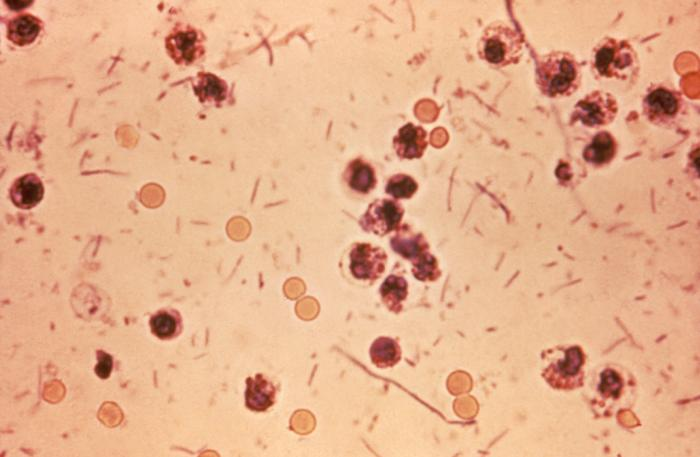
microfotografia de un exudado de heces de un paciente con shigellosis, donde se pueden ver ejemplares de Shigella teñidos mediante tinción de Gram.